# Erica oxysepala
Erica oxysepala är en ljungväxtart som beskrevs av Guthrie och Bolus. Erica oxysepala ingår i släktet klockljungssläktet, och familjen ljungväxter. Inga underarter finns listade i Catalogue of Life.